# Edward Garnier
Edward Henry Garnier (né le 26 octobre 1952) est un avocat britannique et homme politique du Parti conservateur au Royaume-Uni. Ancien avocat du Guardian, Lord Garnier appartient à l'aile social-libérale de son parti et est député de Harborough dans le Leicestershire de 1992 à 2017 . Il est solliciteur général  de 2010 jusqu'au remaniement ministériel de 2012 ,. Il quitte la Chambre des communes lors des élections générales de 2017 avant d'entrer à la Chambre des lords en 2018 .

## Jeunesse
Edward Garnier est né en Allemagne, le plus jeune fils du colonel William d'Arcy Garnier (troisième fils du brigadier-général Alan Garnier)  et de l'hon Lavender de Gray  (fille aînée du 8e baron Walsingham). Il fait ses études au Wellington College, alors une école indépendante pour garçons à Crowthorne, dans le Berkshire. Il étudie l'histoire moderne au Jesus College d'Oxford et obtient un baccalauréat ès arts (BA) en 1974. Selon la tradition, son BA est promu MA (Oxon) en 1976; il étudie ensuite au College of Law de Chancery Lane dans la ville de Londres.

## Carrière juridique
Garnier est admis au Barreau du Middle Temple en 1976. Il est avocat spécialisé en diffamation. Il devient conseiller de la reine en 1995, et est nommé greffier adjoint de la Cour de la Couronne en 1998 et enregistreur (juge de circuit à temps partiel) en 2000.
Il représente Edwina Currie à la suite d'un article dans le Daily Express de Peter Oborne affirmant qu'elle était la «femme la plus vile de Grande-Bretagne» . Currie obtient 30 000 £ de dommages-intérêts en mars 2000. En 2013, il représente Lord McAlpine à la Haute Cour à la suite d'allégations formulées sur Twitter par Sally Bercow, épouse du président des Communes .
Garnier représente l'ancien Premier ministre John Major lors des audiences de la Haute Cour et de la Cour suprême du Royaume-Uni concernant la prorogation du Parlement en septembre 2019 .

## Chambre des communes
Garnier se présente en vain au siège travailliste sûr de Hemsworth dans le Yorkshire de l'Ouest aux élections générales de 1987. Aux élections générales de 1992, il est élu député de Harborough avec une majorité de 13 543 voix à la suite de la retraite de son prédécesseur conservateur Sir John Farr et prononce son premier discours juste après minuit le 20 mai 1992 .
À la Chambre des communes, il siège au comité spécial des affaires intérieures de 1992 jusqu'à ce qu'il soit nommé Secrétaire parlementaire privé (SPP) du ministre d'État au ministère des Affaires étrangères et du Commonwealth Alastair Goodlad et David Davis pendant un an en 1994. En 1996, il est le PPS du procureur général Nicholas Lyell et en 1997 il est brièvement le PPS du chancelier du duché de Lancastre Roger Freeman. Il rejoint le frontbench sous William Hague comme porte-parole du département du Lord Chancelier en 1997 et entre au cabinet fantôme en 1999 en tant que procureur général de l'ombre . Il retourne à l'Arrière-ban après les élections générales de 2001 mais devient le porte-parole de l'opposition pour les affaires intérieures après les élections générales de 2005 et plus tard le procureur général de l'ombre. En 2009, il est élu président du groupe parlementaire multipartite sur la protection de la vie privée nouvellement formé ,.
Le 5 février 2013, Garnier vote contre lors du vote en deuxième lecture de la Chambre des communes sur le projet de loi sur le mariage (couples de même sexe) .
En avril 2017, Garnier annonce son intention de prendre sa retraite et de ne pas se présenter aux élections générales de 2017, après 25 ans en tant que député de Harborough .
Garnier est solliciteur général de mai 2010 à septembre 2012 . Il est nommé Knight Bachelor après le remaniement qui met fin à ses fonctions de solliciteur général .
En mars 2015, il est nommé au Conseil privé du Royaume-Uni .
Garnier est opposé au Brexit avant le référendum de 2016 . À la suite d'une contestation judiciaire réussie de l'utilisation de la prérogative royale pour invoquer l'article 50, Garnier déconseille de faire appel à la Cour suprême. Il pensait que les chances de gagner étaient faibles, que cela aurait été coûteux et aurait fourni une autre «occasion à des personnes mal motivées d'attaquer le pouvoir judiciaire pour mal interpréter les motivations des deux parties» .
Le 22 juin 2018, Garnier est créé un pair à vie avec le titre de baron Garnier, de Harborough dans le comté de Leicestershire, devenant ainsi membre de la Chambre des lords.

## Vie privée
Garnier épouse Anna Caroline Mellows le 17 avril 1982; leur fille, Eleanor Garnier  (née en septembre 1983), est correspondant politique de la BBC et le couple a également deux fils (nés en juillet 1986 et janvier 1991).
Lord Garnier est Professeur invité du St Antony's College d'Oxford en 1996 et est un fervent adepte du cricket, étant membre du Leicestershire CCC. Il parle couramment le français et aime la littérature française du XIXe siècle.
Il est le cousin de Mark Garnier député de Wyre Forest depuis les élections générales de 2010.

## Publications
- Contribution de Halsbury's Laws of England d'Edward Garnier, 1985, Butterworth (ISBN 0-406-03000-6)
- Bearing the Standard: Themes for a Fourth Term contribution par Edward Garnier, 1991, Conservative Political Centre (ISBN 0-85070-824-9)
- Face à l'avenir d'Edward Garnier, 1993